# Ultra posse nemo obligatur
Ultra posse nemo obligatur er et latinsk juridisk udtryk, der grundlæggende betyder "Ingen er forpligtet udover sine evner". Ultra posse nemo obligatur har sin oprindelse i den romerske lov. Udtrykket kan findes i Justinians Digesta.